# フス派聖書

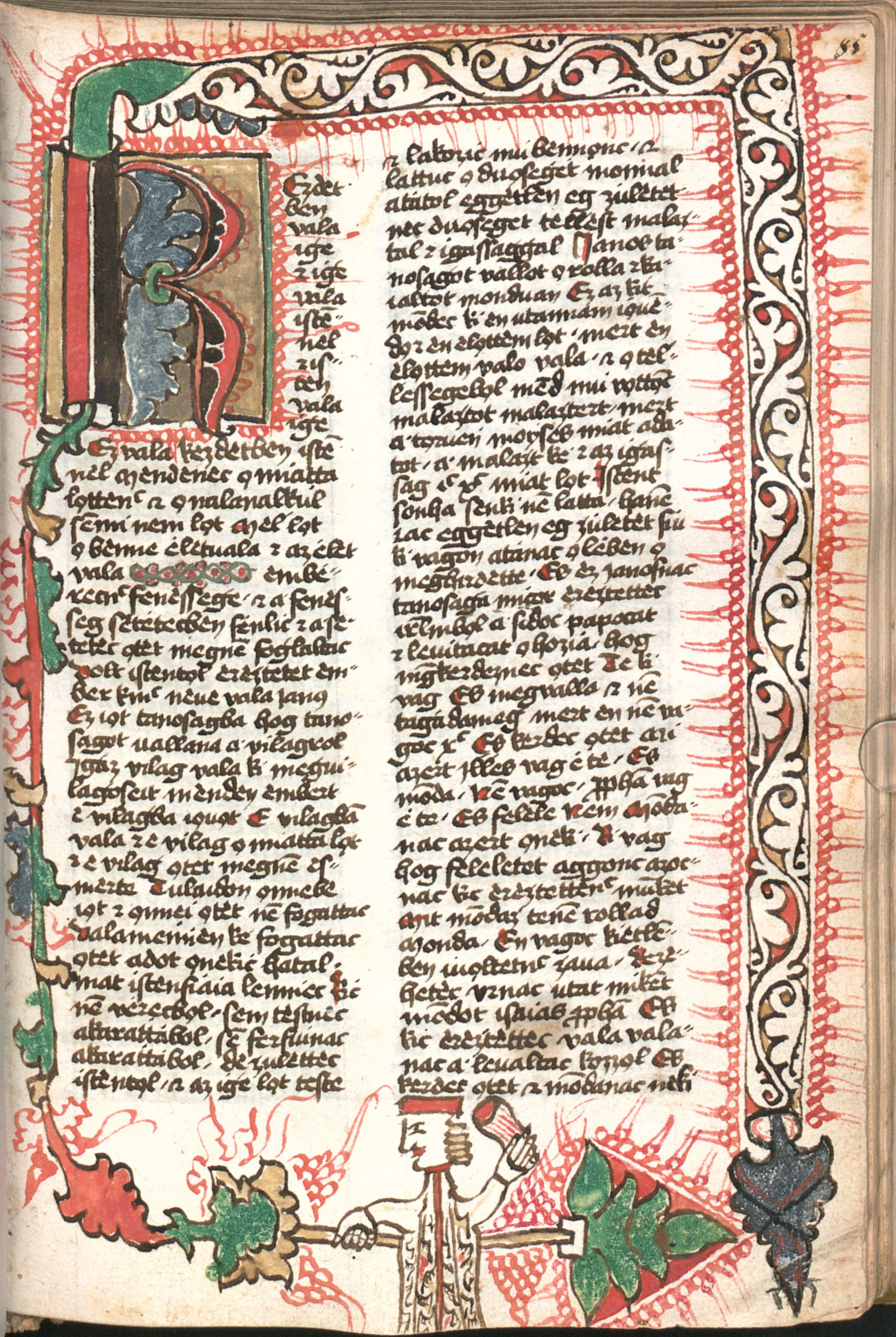
ミュンヘン写本の、新約聖書の最初のページ。

フス派聖書 (ハンガリー語: Huszita Biblia) は、15世紀前半にフス派の説教師により翻訳されたハンガリー語聖書。写本により断片が現在に伝えられている。ハンガリー語最古の聖書であり、さらにウラル語族最初の聖書ともいえる。

## 歴史
フス派聖書は、ハンガリーのフス派が残した唯一の文献である。訳者はフランシスコ会の説教師タマーシュ・ペーチとバーリント・ウーイラキ。2人は共に1399年から1411年の間にボヘミアのプラハ・カレル大学で学び、その間にキリスト教の改革を訴えるヤン・フスの教えに触れた。1415年にフスが火刑に処されたのち、2人は1416年にはすでに聖書のハンガリー語訳に取り組み始めており、完成したのは遅くとも1441年である。ペーチは異端審問に追われ、多くの支持者とともにハンガリーからモルダヴィアに逃れた。しかし彼らの活動は思うように行かず、翻訳書は没収された。
フス派聖書の原本は現存しないとされる。現在フス派聖書の内容として知られている文面のほとんどは写本（コデックス）からとられたものである。現存する主要な写本としてミュンヘン写本、ウィーン写本、アポル写本が知られており、他にもハンガリー各地の方言に訳された断片が存在する。

## 特徴

### 語彙
翻訳されたハンガリー語の文章は非常に古風で、現代のハンガリー語にない語彙や言い回しが多く、ハンガリー語史の研究上で貴重な資料でもある。例として次のようなものがある（括弧内は現代ハンガリー語表記、日本語の意味）
- monnál (mintegy, ～ほど)
- midenem (nemde, 本当に？)
- csajva (cserebogár, コフキコガネ)
- gördőlet (mennydörgés, 雷).

一方で、この翻訳作業は最初のハンガリー語改革運動だったという見方もある。例として、以下のような造語がみられる（ただし現在では不自然に聞こえるものである）。
- császárlat (インペリウム)
- czímerlet (titulus)
- ezerlő (トリブヌス)
- negyedlő (tetrarch)

### 綴り字
フス派聖書の書法は15世紀前半のチェコ語筆記法に影響を受けている。ペーチとウーイラキは、『ボヘミア語の正書法について』に倣って、ハンガリー語の特殊発音を記すのにダイアクリティカルマークを用いている([ɲ] に対するń、[ɛː]に対するèなど)。
この正書法はハンガリーのフランシスコ会士のみならず、16世紀のハンガリー語印刷物に大きな影響を与えた。ただし、現在のハンガリー語アルファベットの起源ではない。

## 写本

### ウィーン写本
フス派聖書の最古の写本である。旧約聖書の一部を含む。162ページで、それぞれ縦21.6cm、横14.2cm。15世紀後半に3人の人間によって執筆されたとみられる。作成後しばらくの行方は分かっていないが、18世紀以降はウィーンに置かれている。1932年にブダペストの国立セーチェーニ図書館に移され、現在に至る。

### ミュンヘン写本
ミュンヘン写本は、4つの福音書を含む。124ページで、大きさは縦20cm、横135cm。1466年にジョルジュ・ネーメティがトゥルグ・トロトゥシュで完成させた。
この写本が作成されたのちしばらくの行方は不明である。最初のページには、初期の持ち主として16世紀の文献学者・書籍収集家ヨハン・アルプレヒト・ヴィドマンシュテッターの名が記されている。彼の死後、その膨大な蔵書とともに、ミュンヘン写本はヴィッテルスバッハ宮廷図書館（現バイエルン州立図書館）に収められ、現在に至るまで非常に良い状態で保存されている。
1958年、ウラル・アルタイ文庫の一部として全文が活字化、出版された。

### アポル写本
かつてアポル家という一家が所有していた、縦20.8cm、横14cmの写本。最初は208ページあったとされるが、現存するのは116ページで、湿度の高い環境で保存されていたために最初の21ページはひどく損傷しており、他のページもかなり傷ついている。